# وودلندهیلز (نبراسکا)
وودلندهیلز (به انگلیسی: Woodland Hills) یک منطقهٔ مسکونی در ایالات متحده آمریکا است که در نبراسکا واقع شده‌است. وودلندهیلز ۲۱۵ نفر جمعیت دارد و ۳۸۴٫۹۷ متر بالاتر از سطح دریا واقع شده‌است.